# Kazuki Hiramoto
Kazuki Hiramoto (平本 一樹?, Hiramoto Kazuki; Tokyo, 18 agosto 1981) è un ex calciatore giapponese, di ruolo attaccante.